# Canal Street (Manhattan)
Pour les articles homonymes, voir Canal Street.
Canal Street (la « rue du canal » en anglais) est une rue de New York.

## Situation et accès
Cette voie de l'arrondissement de Manhattan est située au Sud de l'île de Manhattan, qu'elle traverse presque intégralement selon une direction générale Nord-Ouest - Sud-Est. Elle débute à l'Ouest au niveau de l'Hudson River et du Holland Tunnel (qui relie l'île au New Jersey) et se termine à l'Est lorsqu'elle rencontre Broadway.
Canal Street est une des artères principales de Chinatown et sépare ce quartier de Little Italy. Elle forme également la frontière nord de TriBeCa et la frontière sud de SoHo.

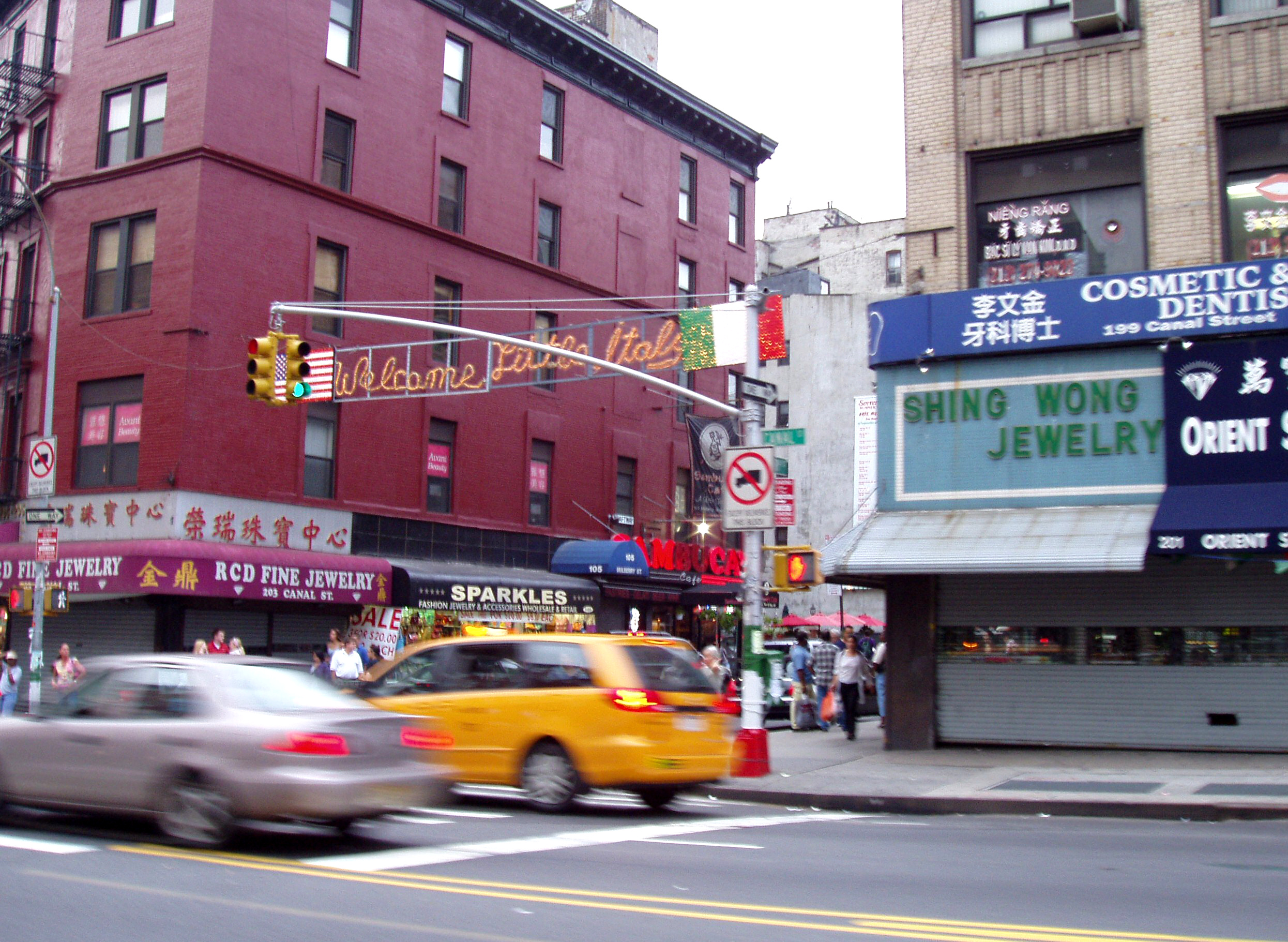
Le Chinatown de Manhattan rejoint Little Italy à Canal Street.

## Origine du nom
Canal Street tire son nom d'un canal qui fut creusé au début du XIXe siècle afin de draîner Collect Pond — un plan d'eau insalubre — dans l'Hudson. 

## Historique
Canal Street tire son nom d'un canal qui fut creusé au début du XIXe siècle afin de draîner Collect Pond — un plan d'eau insalubre — dans l'Hudson. Le plan d'eau fut comblé en 1811 et Canal Street fut achevée en 1820 suivant le trajet que le canal empruntait. La disparition de Collect Pond transforma en fait les environs en marécages, les nombreuses sources de la zone n'étant plus drainées. Les bâtiments construits le long de Canal Pond se dégradèrent rapidement et les conditions de vie de la portion orientale de la rue s'effondrèrent, provoquant son inclusion dans le bidonville des Five Points.
De nos jours, Canal Street est une zone commerciale bourdonnante, remplie de magasins à faibles loyers et de vendeurs de rue à l'Ouest et de banques et de bijouteries à l'Est.